# Pučinski otoci
Pučinski otoci este o arie protejată (arie de protecție specială avifaunistică — SPA) din Croația întinsă pe o suprafață de 12.678,04 ha, integral pe uscat.

## Localizare
Centrul sitului Pučinski otoci este situat la coordonatele 43°01′48″N 16°07′28″E / 43.029862°N 16.124523°E.

## Înființare
Situl Pučinski otoci a fost declarat arie de protecție specială avifaunistică în iulie 2013 pentru a proteja 11 specii de animale.

## Biodiversitate
Situată în ecoregiunile marină mediteraneană și mediteraneană, aria protejată nu include niciun habitat protejat.
La baza desemnării sitului se află mai multe specii protejate de  păsări (11): Calonectris diomedea, caprimulg (Caprimulgus europaeus), șerpar (Circaetus gallicus), erete vânăt (Circus cyaneus), Falco eleonorae, șoim călător (Falco peregrinus), cocor (Grus grus), sfrâncioc roșiatic (Lanius collurio), viespar (Pernis apivorus), Phalacrocorax aristotelis desmarestii, Puffinus yelkouan.